# 释广超
释广超（1953年—2022年1月20日），新加坡佛教僧侣、作家、学者暨正信与中观主义者，也是大众学佛研究会和佛友资讯的创办人。

## 生平
释广超出生在新加坡，少年时期在新加坡接受中文教育，并在现今的南洋理工大学就读理学系。他曾在新加坡居士林短期出家，后来在1980年拜光明山普觉禅寺宏船法师为师，而且到亚洲各地例如台湾、香港、泰国，斯里兰卡、中国等参学。 1989年在新加坡所成立的《佛友资讯》也是由释广超所发起的。

## 开示录[4]
释广超的思想倾向于中观学派，许多讲座与教学离不开龙树菩萨的《中论》及《大智度论》。释广超的讲座也常以福建话开示。他曾经讲解的经论包括戒定慧、数息观、慈心观、圆觉经、金刚经、心经、普贤行愿品、阿含经、六祖坛经、维摩诘经、大乘百法明门论，俱舍论、解脱道论，六十颂如理论、因明入正理论等。
- 《什么是佛法？》
- 《正信与迷信》
- 《信解行证》
- 《我为什么活着？》
- 《净土与秽土》
- 《佛教与华人信仰》
- 《解脱道的修法》
- 《十二因缘》
- 《四圣谛》
- 《五停心》
- 《慈心观》
- 《数息观》
- 《大我小我无我》
- 《三法印》
- 《大乘百法明门论解说》
- 《小乘．大乘．密乘》
- 《三十七道品》
- 《心经》
- 《忍辱与精进》
- 《普贤菩萨行愿品》
- 《四禅八定，灭尽定》
- 《大乘宗派论解说》
- 《心意识》
- 《大智度论》
- 《因明》
- 《金刚经》
- 《圆觉经》
- 《中阿含经选讲》
- 《坐禅应有的认识》
- 《六度》
- 《杂阿含经》
- 《跟随烦恼》
- 《快乐之道》
- 《成佛之道》

## 相关著作
释广超早期的刊物多由果逸居士从录音卡带转录，并以结缘书刊方式在新加坡普及，近期由于符合中国大陆的市场需求则与复旦大学刊印。
- 释广超. . 中華人民共和國: 复旦大学出版社. 2009年7月1日. ISBN 9787309066586 （中文（中国大陆））.[10]
- 释广超. . 中華人民共和國: 复旦大学出版社. 2009年7月1日. ISBN 9787309066579 （中文（中国大陆））.
- 释广超. . 中華人民共和國: 复旦大学出版社. 2009年7月1日. ISBN 9787309066364 （中文（中国大陆））.
- 释广超. . 中華人民共和國: 复旦大学出版社. 2009年7月1日. ISBN 9787309066975 （中文（中国大陆））.
- 释广超. . 中華人民共和國: 复旦大学出版社. 2009年7月1日. ISBN 9787309066838 （中文（中国大陆））.
- 释广超. . 中華人民共和國: 复旦大学出版社. 2009年7月1日. ISBN 9787309066289 （中文（中国大陆））.
- 释广超. . 中華人民共和國: 复旦大学出版社. 2009年7月1日. ISBN 9787309066272 （中文（中国大陆））.
- 释广超. . 中華人民共和國: 新星出版社. 2015年2月1日. ISBN 9787513317269 （中文（中国大陆））.